# Rossosj
Rossosj (ryska Россошь) är en stad i Voronezj oblast i Ryssland. Folkmängden uppgick år 2015 till cirka 63 000 invånare.